# Jezioro Rożnowskie
Das Jezioro Rożnowskie ist ein Stausee am Dunajec in der polnischen Woiwodschaft Kleinpolen. Flussabwärts liegt der Stausee Jezioro Czchowskie. Er liegt in den Sandezer Beskiden.

## Beschreibung
Hinter der 49 Meter hohen Staumauer wird das Wasser des Dunajec sowie kleinerer Zuflüsse aufgestaut. Bei Vollstau beinhaltet der Stausee 193 Millionen Kubikmeter Wasser. Die Wasserfläche beträgt dann 1600 Hektar.

## Geschichte
Der Beschluss, die Staumauer in Niedzica zu bauen, wurde 1935 gefasst und der Bau 1938 begonnen. Der Stausee wurde schließlich 1941 geflutet. Er wird sowohl als Badesee als auch als Schutzspeicher gegen Überflutungen sowie Wasserkraftwerk genutzt.

## Tourismus
Am Ufer des Sees befinden sich die Orte Tęgoborze, Znamirowice, Zbyszyce, Bartkowa, Gródek nad Dunajcem, Tabaszowa und Rożnów sowie die Ruine der Burg Gródek nad Dunajcem auf der „Affeninsel“ und mehrere Strände und Marinas, in denen Segelboote, Tretboote und Kajaks angeboten werden.

## Bibliografie
- Chełmicki Wojciech, Blaski i cienie zapór wodnych|czasopismo=Poznaj Świat, R. XXXIV, nr 2 (397), 1986-02, s=21–22
- Kruczek Zygmunt, Jeziora Rożnowskie i Czchowskie – Przewodnik turystyczny, Warszawa – Kraków, 1986 ISBN 83-7005-059-X

## Panorama

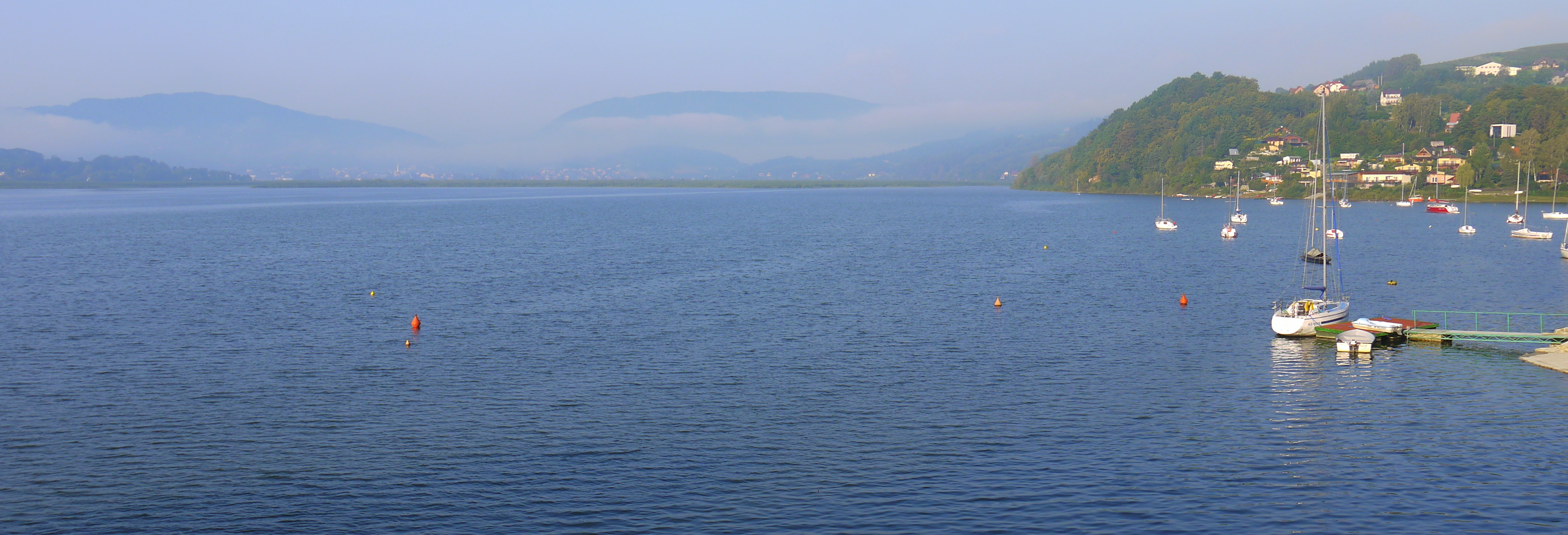
Blick von Znamirownico